# 공포증 목록
다음은 이름에 따른 공포증 목록이다.

## ㄱ
- 고독공포증(Autophobia) - 혼자 있는 것에 대한 공포
- 고소공포증(Acrophobia) - 높은 곳에서 느끼게 되는 공포
- 곤충공포증(Entomophobia) - 곤충에 대한 공포
- 공중화장실공포증(Paruresis, shy bladder syndrome) - 공중화장실에서 느끼게 되는 공포
- 공포공포증(phobophobia) - 공포 그 자체나 공포 장애를 가지는 것에의 공포
- 광대공포증(Coulrophobia) - 광대에 대한 공포
- 광장공포증(Agoraphobia) - 광장과 같은 공공장소에서 혼자 있게 되는 것에 대한 공포
- 꽃공포증(Anthophobia) - 꽃에 대한 공포
- 구토공포증(Emetophobia) - 구토에 대한 공포
- 거미 공포증(Arachnophobia) - 거미에 대한 공포. 곤충 공포증과 유사하다.

## ㄴ
- 남성공포증(Androphobia) - 남자에 대한 공포
- 뇌공포증 - 우레에 대한 공포
- 눈공포증 - 눈에 대한 공포

## ㄷ
- 대인공포증(Anthrophobia) - 낯선 사람에 대한 공포
- 동물공포증(Zoophobia) - 동물에 대한 공포

## ㅁ
- 무대공포증(performance anxiety) - 발표•공연을 해야하는 상황에 의해 개인에게서 우러나올 수 있는 불안, 공포
- 밀실공포증(Claustphobia) - 사방이 막혀 있는 곳에 대한 공포

## ㅂ
- 범공포증(Panphobia) - 모든 것에 대한 공포 혹은 원인을 알 수 없이 거듭되는 공포.
- 뱀공포증(Ophidiophobia) - 뱀에 대한 공포.
- 빛공포증(Anthophobia) - 빛에 혐오감을 일으키는 빛에 대한 공포.
- 비행기 공포증(Aerophobia) -비행기를 탔을때 생기는 공포.

## ㅅ
- 사랑공포증(Philophobia) - 사랑에 대한 공포
- 사회공포증(Sociophobia) - 사회에 대한 공포
- 소아공포증(Pedophobia) - 어린이에 대한 공포
- 숫자공포증(Numerophobia) - 숫자에 대한 공포
- 시체공포증(Necrophobia) - 죽음 혹은 죽은 상태에 대한 공포
- 시간공포증(Chronophobia) - 시간에 대한 공포
- 실패공포증(Atychiphobia) - 실패에 대한 공포
- 심해공포증(Thalassophobia) - 심해에 대한 공포
- 시선공포증(Scopophobia) - 시선에 대한 공포

## ㅇ
- 암소공포증(Nyctophobia) - 어두운 장소에 대한 공포
- 어둠공포증(Achluophobia) - 어둠에 대한 공포
- 여성공포증(Gynephobia) - 여자에 대한 공포
- 음악공포증(Melophobia) - 음악에 대한 공포
- 이슬람공포증(Islamophobia) - 이슬람에 대한 공포 (정확히는 공포증이라기보단 레이시즘에 가까움)
- 우주공포증(Astrophobia) - 우주에 대한 공포(인간이 상상하기 어려운 공간이기 때문)

## ㅈ
- 접촉공포증(Haphephobia) - 접촉에 대한 공포
- 죽음공포증(Thanatophobia) - 죽어가는 것에 대한 공포
- 적색공포증(Erytophobia)- 붉은색에 대한 공포

## ㅊ
첨단공포증(Trypanophobia) - 날카로운 물체에 대한 공포

## ㅌ
- 태양공포증(heliophobia) - 태양에 대한 공포

## ㅍ
- 폐소공포증(Claustrophobia) - 닫힌 장소에 대한 공포

## ㅎ
- 환공포증(trypophobia)- 반복되는 특정 문양에 대한 공포
- 혈액공포증(blood phobia, hemophobia, haemophobia) - 혈액에 대한 공포

## 같이 보기
- 공포 장애
- 성도착 목록

## 참고 도서
- Aldrich, C. (2002년 12월 2일). 《The Aldrich Dictionary of Phobias and Other Word Families》. Trafford Publishing. 224–236쪽. ISBN 1-55369-886-X.